# Лопатконг Тауншип (Нью-Джерсі)
Лопатконг Тауншип (англ. Lopatcong Township) — селище (англ. township) в США, в окрузі Воррен штату Нью-Джерсі. Населення — 8776 осіб (2020).

## Демографія
Згідно з переписом 2010 року, у селищі мешкало 8014 осіб у 3136 домогосподарствах у складі 2089 родин. Було 3420 помешкань
Расовий склад населення:
| - 87,2 % — білих - 6,0 % — чорних або афроамериканців - 4,2 % — азіатів - 0,1 % — корінних американців |

До двох чи більше рас належало 1,6 %. Частка іспаномовних становила 6,0 % від усіх жителів.
За віковим діапазоном населення розподілялося таким чином: 23,1 % — особи молодші 18 років, 58,8 % — особи у віці 18—64 років, 18,1 % — особи у віці 65 років та старші. Медіана віку мешканця становила 42,3 року. На 100 осіб жіночої статі у селищі припадало 88,3 чоловіків;  на 100 жінок у віці від 18 років та старших — 82,6 чоловіків також старших 18 років.
Середній дохід на одне домашнє господарство  становив 89 136 доларів США (медіана — 73 734), а середній дохід на одну сім'ю — 107 998 доларів (медіана — 93 178). Медіана доходів становила 72 014 долари для чоловіків та 52 031 долар для жінок. За межею бідності перебувало 8,4 % осіб, у тому числі 10,4 % дітей у віці до 18 років та 7,0 % осіб у віці 65 років та старших.
Цивільне працевлаштоване населення становило 3881 осіб. Основні галузі зайнятості: освіта, охорона здоров'я та соціальна допомога — 25,9 %, науковці, спеціалісти, менеджери — 14,1 %, роздрібна торгівля — 10,9 %, виробництво — 10,6 %.